# 国際連合安全保障理事会決議951
国際連合安全保障理事会決議951（こくさいれんごうあんぜんほしょうりじかいけつぎ 英: United Nations Security Council Resolution 951）は、1994年10月21日に国際連合安全保障理事会において無投票採択された決議。同年9月28日に国際司法裁判所の判事であったニコライ・コンスタンチノヴィッチ・トラソフが死去したことに伴い、国際連合安全保障理事会は1995年1月26日に国際連合安全保障理事会と国際連合総会（第49会期）によって補充選挙を執り行うことを決定した。
ニコライ・コンスタンチノヴィッチ・トラソフは1985年から国際司法裁判所の判事を務めており、任期は1997年2月までとなっていた。